# Berserkjahraun
Berserkjahraun är ett lavafält i republiken Island. Det ligger i regionen Västlandet, i den västra delen av landet, 100 km nordväst om huvudstaden Reykjavík.